# Камынинское (сельское поселение, Тульская область)
Муниципальное образование Камынинское — сельское поселение в Плавском районе Тульской области Российской Федерации.
Административный центр — село Камынино.

## История
Статус и границы сельского поселения установлены Законом Тульской области от 3 марта 2005 года № 538-ЗТО  «О переименовании муниципального образования "Плавский район" Тульской области, установлении границ, наделении статусом и определении административных центров муниципальных образований на территории Плавского района Тульской области».

## Население
| 2010  | 2012  | 2013  | 2014  | 2015  | 2016  | 2017  |
| ----- | ----- | ----- | ----- | ----- | ----- | ----- |
| 1021  | ↗1033 | ↗1044 | ↗2744 | ↗2752 | ↗2769 | ↘2738 |
| 2018  | 2019  | 2020  | 2021  |       |       |       |
| ↗2753 | ↘2727 | ↘2699 | ↗2785 |       |       |       |

## Состав сельского поселения
| №  | Населённый пункт | Тип населённого пункта       | Население |
| -- | ---------------- | ---------------------------- | --------- |
| 1  | Бабурино         | село                         | 16        |
| 2  | Боняково         | деревня                      | 10        |
| 3  | Бохино           | деревня                      | 9         |
| 4  | Васильевское     | деревня                      | 8         |
| 5  | Губа             | деревня                      | 18        |
| 6  | Губаревка        | деревня                      | 1         |
| 7  | Диктатура        | посёлок                      | ↘438      |
| 8  | Есипово          | деревня                      | 0         |
| 9  | Жадомо           | деревня                      | 0         |
| 10 | Ивановское       | деревня                      | →0        |
| 11 | Ивановское-1     | деревня                      | ↘264      |
| 12 | Ивановское-2     | деревня                      | ↘0        |
| 13 | Ивановское-3     | деревня                      | ↘0        |
| 14 | Камынино         | село, административный центр | ↘517      |
| 15 | Красное          | деревня                      | 14        |
| 16 | Ляпуновка        | деревня                      | 2         |
| 17 | Мещерино         | село                         | ↘763      |
| 18 | Нижние Мармыжи   | деревня                      | 5         |
| 19 | Никольское       | деревня                      | 0         |
| 20 | Новоселки        | посёлок                      | 9         |
| 21 | Островки         | деревня                      | 0         |
| 22 | Первое Мая       | посёлок                      | 12        |
| 23 | Починино         | деревня                      | 0         |
| 24 | Соковнино        | село                         | 29        |
| 25 | Сорочинка        | село                         | ↘440      |
| 26 | Средние Мармыжи  | деревня                      | 1         |
| 27 | Тюринка          | деревня                      | 11        |
| 28 | Урусово          | деревня                      | ↘89       |
| 29 | Чебышовка        | деревня                      | 3         |